# Nobelprijs voor de Vrede

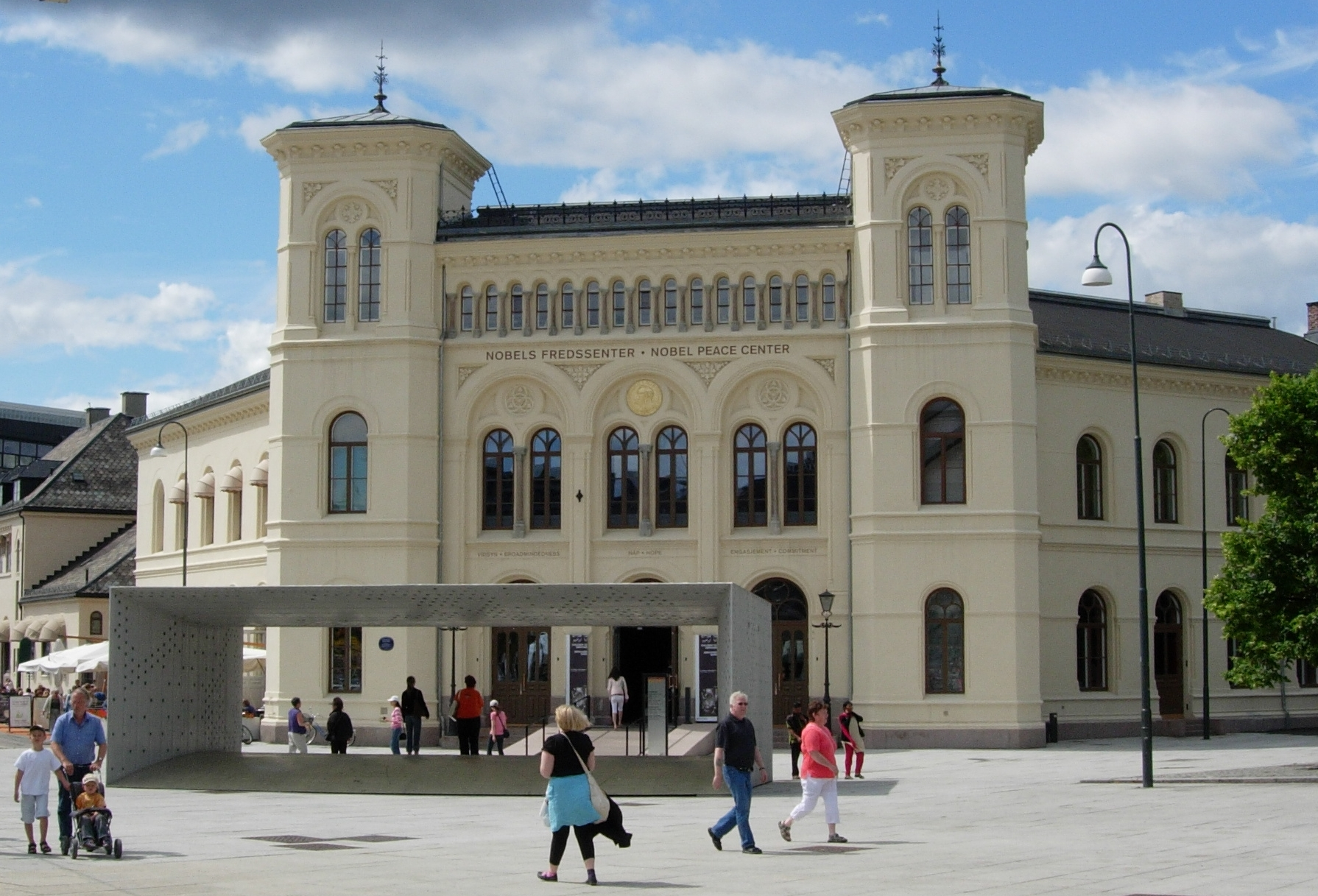
Nobel Vredescentrum

De Nobelprijs voor de Vrede is een prijs die wordt toegekend aan mensen die zich verdienstelijk hebben gemaakt bij de bevordering van de vrede. Er is een geldbedrag aan verbonden uit de nalatenschap van Alfred Nobel. De prijs wordt uitgereikt in het raadhuis van Oslo door het Noors Nobelcomité. Dit comité bestaat uit vijf leden die worden gekozen door het parlement van Noorwegen en wordt sinds 1904 bijgestaan door het Noors Nobelinstituut. Het is de enige Nobelprijs die wordt toegekend in Noorwegen, de andere worden toegekend door verschillende Zweedse universitaire commissies en uitgereikt in Stockholm. In 2005 werd in Oslo het Nobel Vredescentrum opgericht.

## Kritiek
In het verleden is er kritiek geweest op de keuze van de winnaars. Henry Kissinger - Nobelprijswinnaar in 1973 - was verantwoordelijk voor de bombardementen op Cambodja in 1969 en 1970 waarbij circa 800.000 burgers zijn gedood. In 1994 werd de prijs toegekend aan Shimon Peres, Yitzhak Rabin en Yasser Arafat. De eerste vocht actief in de Nakba van 1948 en ontwikkelde een nucleair wapenprogramma voor Israël.. Yitzak Rabin was een Palmach strijder en was verantwoordelijk in de Operatie Makkabi.  De laatste werd later door Israël van terrorisme beschuldigd. In 2009 was er kritiek op de toekenning van de prijs aan de Amerikaanse president Barack Obama, die na zijn eerste negen maanden in het Witte Huis weliswaar veel goede intenties had uitgesproken, maar nog weinig had bereikt. Er wordt dan ook wel gezegd dat deze Nobelprijs meer een politieke keuze is en dat het vooral iets zegt over degene die kiest en over de tijdgeest.

## Winnaars
Het Rode Kruis heeft vier keer de Nobelprijs voor de Vrede gewonnen (waarvan het ICRC drie keer en de stichter Henri Dunant één keer).
| Jaar | Naam                                                                         | Toelichting |
| ---- | ---------------------------------------------------------------------------- | --- |
| 1901 | Frédéric Passy (1822-1912)                                                   | "Als een van de oprichters van de Interparlementaire Unie en tevens voor het medeorganiseren van het eerste Universele Vredescongres." |
| 1901 | Henri Dunant (1828-1910)                                                     | "Voor zijn rol in het stichten van het Internationale Rode Kruis." |
| 1902 | Élie Ducommun (1833-1906)                                                    | "Eresecretaris van het Internationaal Bureau voor de Vrede" |
| 1902 | Albert Gobat (1843-1914)                                                     | "Secretaris-generaal, Interparlementaire Unie; eresecretaris, Internationaal Bureau voor de Vrede" |
| 1903 | William Randal Cremer (1828-1908)                                            | "Lid van het Britse Parlement; secretaris van de Internationale Arbitrage" |
| 1904 | Institut de Droit International                                              | "Voor zijn pogingen, als onofficieel orgaan, tot het ontwikkelen van de standaardprincipes van de wetenschap van het internationaal recht." |
| 1905 | Bertha von Suttner (1843-1914)                                               | "Erevoorzitter van het Internationaal Bureau voor de Vrede; auteur van Die Waffen nieder!" |
| 1906 | Theodore Roosevelt (1858-1919)                                               | "Voor zijn succesvolle tussenkomst in de Russisch-Japanse oorlog en zijn interesse in justitie, door de eerste zaak voor te brengen voor het Haagse Permanent Hof van Arbitrage" |
| 1907 | Ernesto Teodoro Moneta (1833-1918)                                           | "Voorzitter van de Lombardische Vredesunie", was "een prominent vredesactivist in Italië." |
| 1907 | Louis Renault (1843-1918)                                                    | "Professor Internationaal Recht," was "de permanente afgevaardigde van Frankrijk bij het Permanent Hof van Arbitrage." |
| 1908 | Klas Pontus Arnoldson (1844-1916)                                            | "Stichter van de Zweedse vereniging voor vrede en arbitrage" |
| 1908 | Fredrik Bajer (1837-1922)                                                    | "voor zijn werk in de Interparlementaire Unie en als eerste voorzitter van het Internationaal Bureau voor de Vrede" |
| 1909 | Auguste Beernaert (1829-1912)                                                | "Voormalig eerste minister; lid van het Belgisch Parlement Lid van het Permanent Hof van Arbitrage" |
| 1909 | Paul Henri Balluet d'Estournelles de Constant (1852-1924)                    | "Lid van het Frans Parlement (Sénateur); stichter en president van het French parliamentary group for voluntary arbitration; stichter van het Committee for the Defense of National Interests and International Conciliation" |
| 1910 | Internationaal Bureau voor de Vrede                                          | "Gesticht in 1891" |
| 1911 | Tobias Asser (1838-1913)                                                     | "Initiator van de Haagse Conferentie voor Internationaal Privaatrecht; minister; jurist" |
| 1911 | Alfred Hermann Fried (1864-1921)                                             | "Journalist; oprichter van Die Friedenswarte" |
| 1912 | Elihu Root (1845-1937)                                                       | "Voormalig minister van Buitenlandse Zaken; initiator van diverse arbitrageverdragen" |
| 1913 | Henri La Fontaine (1854-1943)                                                | "Lid van het Belgisch Parlement (senator); president, Internationaal Bureau voor de Vrede" |
| 1914 | Niet uitgereikt                                                              | Niet uitgereikt |
| 1915 | Niet uitgereikt                                                              | Niet uitgereikt |
| 1916 | Niet uitgereikt                                                              | Niet uitgereikt |
| 1917 | Internationaal Comité van het Rode Kruis                                     | [ 19 ] |
| 1918 | Niet uitgereikt                                                              | Niet uitgereikt |
| 1919 | Woodrow Wilson (1856-1924)                                                   | "President van de Verenigde Staten van Amerika; oprichter van de Volkenbond" |
| 1920 | Léon Bourgeois (1851-1925)                                                   | "Voormalig minister van Buitenlandse Zaken, lid van het Frans Parlement (Senaat); president, raad van de Volkenbond" |
| 1921 | Hjalmar Branting (1860-1925)                                                 | "Minister President van Zweden; Zweeds afgevaardigde van de Raad van de Volkenbond" |
| 1921 | Christian Lange (1869-1938)                                                  | "Secretaris-generaal van de Interparlementaire Unie" |
| 1922 | Fridtjof Nansen (1861-1930)                                                  | "Wetenschapper; ontdekker, Noors afgevaardigde Volkenbond; initiator van "Nansenpaspoort"" |
| 1923 | Niet uitgereikt                                                              | Niet uitgereikt |
| 1924 | Niet uitgereikt                                                              | Niet uitgereikt |
| 1925 | Austen Chamberlain (1863-1937)                                               | "Minister van Buitenlandse Zaken; mede-initiator van het Verdrag van Locarno" |
| 1925 | Charles Dawes (1865-1951)                                                    | "Vicepresident van de Verenigde Staten; voorzitter van de Commissie voor Geallieerde Herstelbetalingen (initiator van het "Dawesplan")" |
| 1926 | Aristide Briand (1862-1932)                                                  | "Minister van Buitenlandse Zaken; mede-initiator van het Verdrag van Locarno en Briand-Kelloggpact" |
| 1926 | Gustav Stresemann (1878-1929)                                                | "Voormalig rijkskanselier van Duitsland; minister van Buitenlandse Zaken; mede-initiator van het Verdrag van Locarno" |
| 1927 | Ferdinand Buisson (1841-1932)                                                | "Voormalig professor, Universiteit van Sorbonne, Parijs; oprichter en president van de Liga voor Mensenrechten in Frankrijk" |
| 1927 | Ludwig Quidde (1858-1941)                                                    | "Professor, Universiteit van Berlijn; lid van het Duits Parlement; deelnemer aan diverse vredesconferenties" |
| 1928 | Niet uitgereikt                                                              | Niet uitgereikt |
| 1929 | Frank Billings Kellogg (1856-1937)                                           | "Voormalig minister van Buitenlandse Zaken; mede-initiator van het Briand-Kelloggpact" |
| 1930 | Nathan Söderblom (1866-1931)                                                 | "Aartsbisschop; leider van de oecumenische beweging" |
| 1931 | Jane Addams (1860-1935)                                                      | "Sociologe; internationaal president Women's International League for Peace and Freedom" |
| 1931 | Nicholas Murray Butler (1862-1947)                                           | "President Columbia-universiteit; promotor van het Briand-Kelloggpact" |
| 1932 | Niet uitgereikt                                                              | Niet uitgereikt |
| 1933 | Norman Angell (1872-1967)                                                    | "Schrijver; lid van het Uitvoerend Comité van de Volkenbond en van National Peace Council" |
| 1934 | Arthur Henderson (1863-1935)                                                 | "Voormalig minister van Buitenlandse Zaken; president van Conferentie voor Ontwapening in 1932" |
| 1935 | Carl von Ossietzky (1889-1938)                                               | "Journalist (die Weltbühne); pacifist" |
| 1936 | Carlos Saavedra Lamas (1878-1959)                                            | "Minister van Buitenlandse Zaken; president van de Volkenbond; bemiddelaar in een conflict tussen Paraguay en Bolivia" |
| 1937 | Robert Cecil (1864-1958)                                                     | "Schrijver, voormalig Lord Privy Seal; oprichter en president van de Internationale Vredescampagne" |
| 1938 | Office international Nansen pour les réfugiés                                | "Een internationale hulporganisatie, gestart door Fridtjof Nansen in 1921" |
| 1939 | Niet uitgereikt                                                              | Niet uitgereikt |
| 1940 | Niet uitgereikt                                                              | Niet uitgereikt |
| 1941 | Niet uitgereikt                                                              | Niet uitgereikt |
| 1942 | Niet uitgereikt                                                              | Niet uitgereikt |
| 1943 | Niet uitgereikt                                                              | Niet uitgereikt |
| 1944 | Internationaal Comité van het Rode Kruis                                     | [ 36 ] |
| 1945 | Cordell Hull (1871-1955)                                                     | "Voormalig minister van Buitenlandse Zaken van de Verenigde Staten; prominent deelnemer in de stichting van de Verenigde Naties" |
| 1946 | Emily Greene Balch (1867-1961)                                               | "Voormalig professor in Geschiedenis en Sociologie; ere internationaal president van de Women's International League for Peace and Freedom" |
| 1946 | John R. Mott (1865-1955)                                                     | "Voorzitter van het International Missionary Council; president, World Alliance of Young Men's Christian Associations" |
| 1947 | Friends Service Council                                                      | “voor hun pionierswerk in de internationale vredesbeweging en hun inspanningen om menselijk lijden te verlichten, en zo broederschap tussen landen te bevorderen” |
| 1947 | American Friends Service Committee                                           | “voor hun pionierswerk in de internationale vredesbeweging en hun inspanningen om menselijk lijden te verlichten, en zo broederschap tussen landen te bevorderen” |
| 1948 | Niet uitgereikt                                                              | Niet uitgereikt |
| 1949 | John Boyd Orr (1880-1971)                                                    | "Arts; politicus; prominent organisator en directeur Voedsel- en Landbouworganisatie van de VN; president, National Peace Council en Wereld Unie van Vredesorganisaties" |
| 1950 | Ralph Bunche (1903-1971)                                                     | "Professor, Harvard-universiteit, MA; directeur, Trustschapsraad, VN; 'Acting Mediator' in Palestina, 1948" |
| 1951 | Léon Jouhaux (1879-1954)                                                     | "President van de Internationale Comité van de Europese Raad, vicepresident van de Internationaal Verbond van Vrije Vakverenigingen, vicepresident van de "World Federation of Trade Unions", lid van de Internationale Arbeidsorganisatie, afgevaardigde van de VN" |
| 1952 | Albert Schweitzer (1875-1965)                                                | "Missionaris arts; oprichter van Lambaréné (République de Gabon)" |
| 1953 | George Marshall (1880-1959)                                                  | "President van het Amerikaanse Rode Kruis; voormalig minister van Defensie; afgevaardigde van de VN; initiator van het "Marshallplan"" |
| 1954 | Bureau van de Hoge Commissaris van de Verenigde Naties voor de Vluchtelingen | "Een internationaal hulporganisatie opgericht door de VN in 1951" |
| 1955 | Niet uitgereikt                                                              | Niet uitgereikt |
| 1956 | Niet uitgereikt                                                              | Niet uitgereikt |
| 1957 | Lester Bowles Pearson (1897-1972)                                            | "Voor zijn rol in de pogingen tot het beëindigen van het Suez-conflict en het oplossen van het Midden-Oostenvraagstuk door de Verenigde Naties" |
| 1958 | Dominique Pire (1910-1969)                                                   | "Pater van de Dominicaanse Orde; leider van de vluchtelingenorganisatie "L'Europe du Coeur au Service du Monde"" |
| 1959 | Philip Noel-Baker (1889-1982)                                                | "Parlementslid; zijn hele leven bedreven voorvechter van internationale vrede en samenwerking" |
| 1960 | Albert Luthuli (1898-1967)                                                   | "President van het Afrikaans Nationaal Congres," "was in the very forefront of the struggle against apartheid in South Africa." |
| 1961 | Dag Hammarskjöld (1905-1961)                                                 | "Secretaris-generaal van de VN," awarded "for strengthening the organization." |
| 1962 | Linus Pauling (1901-1994)                                                    | "Voor zijn campagne tegen kernwapentesten" |
| 1963 | Internationaal Comité van het Rode Kruis                                     | [ 53 ] |
| 1963 | Internationale Federatie van Rode Kruis- en Rode Halve Maanverenigingen      | [ 53 ] |
| 1964 | Martin Luther King (1929-1968)                                               | "Voorvechter van burgerrechten" |
| 1965 | UNICEF                                                                       | "Een internationale hulporganisatie." |
| 1966 | Niet uitgereikt                                                              | Niet uitgereikt |
| 1967 | Niet uitgereikt                                                              | Niet uitgereikt |
| 1968 | René Cassin (1887-1976)                                                      | "President van het Europees Hof voor de Rechten van de Mens" |
| 1969 | Internationale Arbeidsorganisatie                                            | [ 57 ] |
| 1970 | Norman Borlaug (1914-2009)                                                   | "Voor zijn bijdragen aan de "Groene revolutie" welke een grote impact op de voedselproductie in Azië en Latijns-Amerika had" |
| 1971 | Willy Brandt (1913-1992)                                                     | "Bondskanselier; voor West-Duitslands Ostpolitik" |
| 1972 | Niet uitgereikt                                                              | Niet uitgereikt |
| 1973 | Henry Kissinger (1923-2023)                                                  | "Voor de Parijse Akkoorden van 1973, om tot een staakt-het-vuren in de Vietnamoorlog te komen en tot terugtrekking van de Amerikaanse strijdkrachten" |
| 1973 | Le Duc Tho (1911-1990)                                                       | "Voor de Parijse Akkoorden van 1973, om tot een staakt-het-vuren in de Vietnamoorlog te komen en tot terugtrekking van de Amerikaanse strijdkrachten" |
| 1974 | Seán MacBride (1904-1988)                                                    | "President van het Internationaal Bureau voor de Vrede; president van de Commissie van Namibië." "Voor zijn sterke betrokkenheid bij de mensenrechten: het dirigeren van het Europees Verdrag voor de Rechten van de Mens door de Europese Raad, het medeoprichten en het leiden van Amnesty International en het dienen als secretaris-generaal van de Internationale Commissie van Juristen" |
| 1974 | Eisaku Sato (1901-1975)                                                      | "Minister-president van Japan," "voor zijn afzwering van de nucleaire optie voor Japan en voor zijn inspanningen voor verdere afzwering in de regio" |
| 1975 | Andrej Sacharov (1921-1989)                                                  | "[Voor zijn] strijd voor mensenrechten, ontwapening en samenwerking tussen alle naties" |
| 1976 | Betty Williams (1943-2020)                                                   | "Stichter[s] van de Noord-Ierse vredesbeweging (later hernoemd naar "Community of Peace People")" |
| 1976 | Mairead Corrigan (1944)                                                      | "Stichter[s] van de Noord-Ierse vredesbeweging (later hernoemd naar "Community of Peace People")" |
| 1977 | Amnesty International                                                        | "[Voor] het beschermen van de mensenrechten van gewetensgevangenen" |
| 1978 | Anwar Sadat (1918-1981)                                                      | "Voor hun bijdrage aan de twee vredesakkoorden in het Midden-Oosten, en aan de vrede tussen Egypte en Israël, welke ondertekend werden in Camp David op 17 september 1978" |
| 1978 | Menachem Begin (1913-1992)                                                   | "Voor hun bijdrage aan de twee vredesakkoorden in het Midden-Oosten, en aan de vrede tussen Egypte en Israël, welke ondertekend werden in Camp David op 17 september 1978" |
| 1979 | Moeder Teresa (1910-1997)                                                    | "Leidster van de Missionarissen van Naastenliefde" |
| 1980 | Adolfo Pérez Esquivel (1931)                                                 | "Mensenrechtenleider;" "founded non-violent human rights organizations to fight the military junta that was ruling his country (Argentina)." |
| 1981 | Bureau van de Hoge Commissaris van de Verenigde Naties voor de Vluchtelingen | "Een internationale hulporganisatie, opgericht door de VN in 1951" |
| 1982 | Alva Myrdal (1902-1986)                                                      | "[Voor] hun voortreffelijk werk in de ontwapeningsonderhandelingen van de Verenigde Naties, waar zij beiden een cruciale rol en internationale erkenning hebben verworven" |
| 1982 | Alfonso García Robles (1911-1991)                                            | "[Voor] hun voortreffelijk werk in de ontwapeningsonderhandelingen van de Verenigde Naties, waar zij beiden een cruciale rol en internationale erkenning hebben verworven" |
| 1983 | Lech Wałęsa (1943)                                                           | "Oprichter van Solidarność; voorvechter van mensenrechten" |
| 1984 | Desmond Tutu (1931-2021)                                                     | "Bisschop van Johannesburg; voormalig secretaris-generaal, Zuid-Afrikaanse Kerkenraad" |
| 1985 | International Physicians for the Prevention of Nuclear War                   | "Voor de gezaghebbende informatie en voor het creëren van een bewustzijn voor de katastrofale gevolgen van een atoomoorlog. De commissie is van mening dat dit op zijn beurt bijdraagt tot een verhoging van de druk van publieke oppositie tegen de proliferatie van atoomwapens en een herdefiniëring van prioriteiten, met meer aandacht voor gezondheids- en andere humanitaire kwesties". |
| 1986 | Elie Wiesel (1928-2016)                                                      | "Voorzitter van de "The President's Commission on the Holocaust" (De Presidentiële Commissie met betrekking tot de Holocaust)". |
| 1987 | Óscar Arias (1940)                                                           | "Voor zijn werk voor vrede in Centraal-Amerika, inspanningen die tot een vredesovereenkomst in Guatemala op 7 augustus 1987 leidden" |
| 1988 | VN-vredesmacht                                                               | "(Voor) hun belangrijke inspanningen (die) bijgedragen hebben aan de realisatie van een van de fundamentele beginselen van de Verenigde Naties " |
| 1989 | Tenzin Gyatso, 14e dalai lama (1935)                                         | "Voor zijn strijd voor de bevrijding van Tibet en zijn inspanningen voor een vreedzame oplossing in plaats van het gebruik van geweld." De voorzitter van de Nobelprijscommissie zei dat de prijs voor een deel een eerbetuiging was ter herinnering aan Mahatma Gandhi. |
| 1990 | Michail Gorbatsjov (1931-2022)                                               | "Voor zijn leidende rol in het vredesproces, dat vandaag de dag belangrijke onderdelen van de internationale gemeenschap kenmerkt" |
| 1991 | Aung San Suu Kyi (1945)                                                      | "Voor haar geweldloze strijd voor democratie en mensenrechten" in Myanmar. |
| 1992 | Rigoberta Menchú (1959)                                                      | "Ter erkenning van haar werk voor sociale gerechtigheid en etnisch-culturele verzoening gebaseerd op respect voor de rechten van de inheemse bevolking" Guatemala. |
| 1993 | Nelson Mandela (1918-2013)                                                   | "Voor hun inspanningen voor het vreedzaam einde van het apartheidsregime en het leggen van de funderingen voor een nieuw democratisch Zuid-Afrika" |
| 1993 | Frederik Willem de Klerk (1936-2021)                                         | "Voor hun inspanningen voor het vreedzaam einde van het apartheidsregime en het leggen van de funderingen voor een nieuw democratisch Zuid-Afrika" |
| 1994 | Yasser Arafat (1929-2004)                                                    | "Voor hun inspanningen om vrede te bereiken in het Midden-Oosten" |
| 1994 | Shimon Peres (1923-2016)                                                     | "Voor hun inspanningen om vrede te bereiken in het Midden-Oosten" |
| 1994 | Yitzhak Rabin (1922-1995)                                                    | "Voor hun inspanningen om vrede te bereiken in het Midden-Oosten" |
| 1995 | Józef Rotblat (1908-2005)                                                    | "Voor hun inspanningen om de invloed van atoomwapens in de internationale politiek te verminderen en deze op de lange termijn uit te bannen" |
| 1995 | Pugwash Conferences on Science and World Affairs                             | "Voor hun inspanningen om de invloed van atoomwapens in de internationale politiek te verminderen en deze op de lange termijn uit te bannen" |
| 1996 | Carlos Filipe Ximenes Belo (1948)                                            | "Voor hun werk voor een rechtvaardige en vreedzame oplossing voor het conflict in Oost-Timor" |
| 1996 | José Ramos-Horta (1949)                                                      | "Voor hun werk voor een rechtvaardige en vreedzame oplossing voor het conflict in Oost-Timor" |
| 1997 | International Campaign to Ban Landmines                                      | "Voor hun pogingen om anti-persoonsmijnen te verbieden en op te sporen" |
| 1997 | Jody Williams (1950)                                                         | "Voor hun pogingen om anti-persoonsmijnen te verbieden en op te sporen" |
| 1998 | John Hume (1937-2020)                                                        | "Voor hun pogingen een vreedzame oplossing te vinden voor het conflict in Noord-Ierland" |
| 1998 | David Trimble (1944-2022)                                                    | "Voor hun pogingen een vreedzame oplossing te vinden voor het conflict in Noord-Ierland" |
| 1999 | Artsen zonder Grenzen                                                        | "Ter erkenning van het humanitaire pionierswerk van de organisatie" |
| 2000 | Kim Dae-jung (1925-2009)                                                     | "Voor zijn werk voor democratie en mensenrechten in Zuid-Korea en Oost-Azië in het algemeen, en voor de vrede en verzoening met Noord-Korea in het bijzonder" |
| 2001 | Verenigde Naties                                                             | "Voor hun werk voor een beter georganiseerde en vreedzame wereld" |
| 2001 | Kofi Annan (1938-2018)                                                       | "Voor hun werk voor een beter georganiseerde en vreedzame wereld" |
| 2002 | Jimmy Carter (1924-2024)                                                     | "Voor decennialang onvermoeid pogingen doen om een vreedzame oplossing te vinden voor internationale conflicten, om de democratie en mensenrechten te verspreiden en het promoten van economische en sociale vooruitgang" |
| 2003 | Shirin Ebadi (1947)                                                          | "Voor haar werk voor democratie en mensenrechten. Haar focus lag vooral op problemen rondom de rechten van vrouwen en kinderen." Iran. |
| 2004 | Wangari Maathai (1940-2011)                                                  | "Voor haar bijdrage voor duurzame ontwikkelingen, democratie en vrede" |
| 2005 | Internationaal Atoomenergieagentschap                                        | "Voor hun pogingen te voorkomen dat nucleaire energie wordt gebruikt voor militaire doeleinden en er voor te zorgen dat de nucleaire energie die gebruikt wordt voor vreedzame doeleinden op de meest veilige manier wordt gebruikt." |
| 2005 | Mohammed el-Baradei (1942)                                                   | "Voor hun pogingen te voorkomen dat nucleaire energie wordt gebruikt voor militaire doeleinden en er voor te zorgen dat de nucleaire energie die gebruikt wordt voor vreedzame doeleinden op de meest veilige manier wordt gebruikt." |
| 2006 | Muhammad Yunus (1940)                                                        | "Voor hun pogingen economische en sociale ontwikkelingen te stimuleren vanaf de laagste rangen." |
| 2006 | Grameen Bank                                                                 | "Voor hun pogingen economische en sociale ontwikkelingen te stimuleren vanaf de laagste rangen." |
| 2007 | Al Gore (1948)                                                               | "Voor hun pogingen voor het verspreiden en uitbreiden van de kennis over klimaatveranderingen, die veroorzaakt worden door de mens, en het leggen van de funderingen van de maatregelen die nodig zijn om deze veranderingen te voorkomen." |
| 2007 | Intergovernmental Panel on Climate Change                                    | "Voor hun pogingen voor het verspreiden en uitbreiden van de kennis over klimaatveranderingen, die veroorzaakt worden door de mens, en het leggen van de funderingen van de maatregelen die nodig zijn om deze veranderingen te voorkomen." |
| 2008 | Martti Ahtisaari (1937 - 2023)                                               | "Voor zijn belangrijke pogingen, op verschillende continenten en gedurende meer dan drie decennia, om internationale conflicten te voorkomen." |
| 2009 | Barack Obama (1961)                                                          | "Voor zijn buitengewone pogingen om de internationale diplomatie en de samenwerking tussen mensen te versterken." "Obama's diplomatie is gebaseerd op het principe dat wie de wereld leidt, dat moet doen op basis van de normen en waarden die door het merendeel van de wereldbevolking gedeeld worden" aldus de commissie.                                                                  |
| 2010 | Liu Xiaobo (1955-2017)                                                       | "Voor zijn lange en niet-gewelddadige strijd voor fundamentele mensenrechten in China" |
| 2011 | Ellen Johnson Sirleaf (1938)                                                 | "Voor hun geweldloze inzet ten behoeve van de rechten en veiligheid van vrouwen om volwaardig mee te doen in het bereiken van vrede" |
| 2011 | Leymah Gbowee (1972)                                                         | "Voor hun geweldloze inzet ten behoeve van de rechten en veiligheid van vrouwen om volwaardig mee te doen in het bereiken van vrede" |
| 2011 | Tawakkul Karman (1979)                                                       | "Voor hun geweldloze inzet ten behoeve van de rechten en veiligheid van vrouwen om volwaardig mee te doen in het bereiken van vrede" |
| 2012 | Europese Unie                                                                | "De Unie en haar voorlopers hebben meer dan zes decennia bijgedragen aan de bevordering van vrede en verzoening, democratie en mensenrechten in Europa." |
| 2013 | OPCW                                                                         | "Voor haar uitvoerige inspanningen om chemische wapens te elimineren." |
| 2014 | Kailash Satyarthi (1954)                                                     | "Voor hun strijd tegen de onderdrukking van jongeren en voor het recht van alle kinderen op onderwijs" |
| 2014 | Malala Yousafzai (1997)                                                      | "Voor hun strijd tegen de onderdrukking van jongeren en voor het recht van alle kinderen op onderwijs" |
| 2015 | Kwartet voor Nationale Dialoog in Tunesië                                    | "Voor zijn beslissende bijdrage aan het bouwen van een pluralistische democratie in de nasleep van de Jasmijnrevolutie in 2011" |
| 2016 | Juan Manuel Santos (1951)                                                    | "Voor zijn resolute inspanningen om een einde te maken aan de burgeroorlog die meer dan vijftig jaar in Colombia woedde" |
| 2017 | Internationale Campagne tot Afschaffing van Kernwapens (ICAN)                | "Voor hun werk om de aandacht te vestigen op de rampzalige humanitaire gevolgen van het gebruik van kernwapens en voor hun baanbrekende inspanningen om een verdrag te bereiken dat dergelijke wapens verbiedt." |
| 2018 | Denis Mukwege (1955)                                                         | "Voor hun inspanningen om het gebruik te beëindigen van seksueel geweld als wapen in oorlogen en gewapende conflicten" |
| 2018 | Nadia Murad Basee (1993)                                                     | "Voor hun inspanningen om het gebruik te beëindigen van seksueel geweld als wapen in oorlogen en gewapende conflicten" |
| 2019 | Abiy Ahmed (1976)                                                            | "Voor zijn inspanningen om vrede en internationale samenwerking te bereiken, en in het bijzonder voor zijn beslissende initiatief om het grensconflict met buurland Eritrea op te lossen" |
| 2020 | Wereldvoedselprogramma                                                       | "Voor hun inspanningen om honger te bestrijden, voor hun bijdrage tot het verbeteren van de vredescondities in conflictueuze gebieden en voor het handelen als drijvende kracht in de inspanningen om het gebruik van honger als een wapen in oorlog en conflict te voorkomen" |
| 2021 | Maria Ressa en Dmitri Moeratov                                               | "Voor hun inspanningen om de vrijheid van meningsuiting te vrijwaren" |
| 2022 | Ales Bjaljazki, Memorial en Centrum voor Burgerlijke Vrijheden               | "Voor het promoten van het recht om machthebbers te bekritiseren, en het beschermen van de fundamentele rechten van burgers." |
| 2023 | Narges Mohammadi                                                             | "Voor haar strijd tegen de onderdrukking van vrouwen in Iran en haar strijd om de mensenrechten en vrijheid voor iedereen te bevorderen." |
| 2024 | Nihon Hidankyō                                                               | "Voor haar strijd voor een wereld zonder kernwapens" |